# Ramganj Mandi
Ramganj Mandi è una suddivisione dell'India, classificata come municipality, di 30.984 abitanti, situata nel distretto di Kota, nello stato federato del Rajasthan. In base al numero di abitanti la città rientra nella classe III (da 20.000 a 49.999 persone).

## Geografia fisica
La città è situata a 24° 38' 59 N e 75° 56' 24 E.

## Società

### Evoluzione demografica
Al censimento del 2001 la popolazione di Ramganj Mandi assommava a 30.984 persone, delle quali 16.288 maschi e 14.696 femmine. I bambini di età inferiore o uguale ai sei anni assommavano a 4.855, dei quali 2.607 maschi e 2.248 femmine. Infine, coloro che erano in grado di saper almeno leggere e scrivere erano 21.100, dei quali 12.238 maschi e 8.862 femmine.